# Życie Marianny
Życie Marianny (oryg. fr. La Vie de Marianne) – niedokończona powieść Pierre'a de Marivaux  w jedenastu księgach, wydawana w latach 1731-1742, napisana w formie wspomnień głównej bohaterki.

## Okoliczności powstania powieści
Marivaux powrócił do gatunku powieściowego po wieloletniej przerwie, ostatnią powieść opublikował w 1717 roku. Kiedy w 1731 roku rozpoczął pracę nad Życiem Marianny, znajdował się u szczytu powodzenia teatralnego. Odnosił sukcesy na obydwu scenach paryskich, rok wcześniej wystawił Igraszki trafu i miłości. Jeżeli coś w tym okresie mogło go pchnąć ku próbie powieściowej to niepowodzenia dwóch pierwszych publikacji periodycznych. Powieść ukazywała się periodycznie, jak większość ówczesnych powieści. Przypadki Idziego Blasa ukazywały się przez dwadzieścia lat. Publikacja jedenastu ksiąg Życia Marianny zajęła dziesięć lat. Powieść pozostała nieukończona, jak wiele z ówczesnych powieści, m.in. najlepsza z powieści Crebillona syna Les Egarements de l'esprit et du cœur, czy druga wybitna powieść Marivaux Kariera wieśniaka, pisana w trakcie pracy nad Życiem Marianny.

## Chronologia ukazywania się kolejnych ksiąg
- 1731 : księga I
- 1734 : księga II
- 1735 : księga III
- 1736 : księga IV (marzec), księga V (wrzesień), księga VI (listopad)
- 1737 : księga VII (luty) ; księga VIII (grudzień)
- 1742 : księgi IX-XI.

## Treść

### Księga I – Marianna w Paryżu. Pan Climal

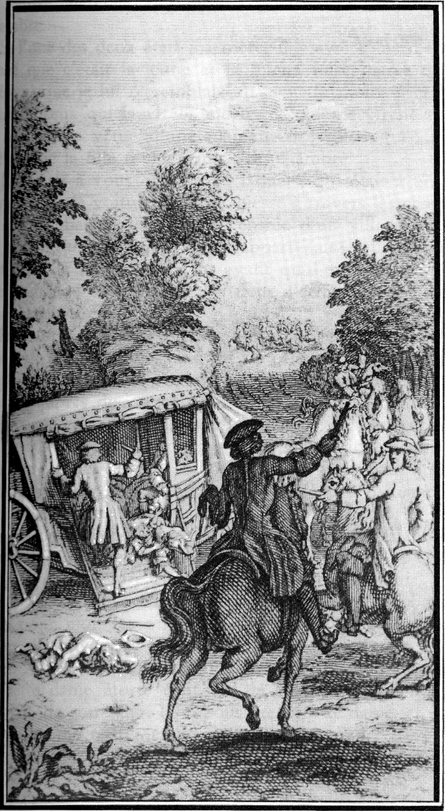
Napad na dyliżans.

W wyniku napadu bandytów na dyliżans giną wszyscy jego pasażerowie z wyjątkiem małej dziewczynki, Marianny. Mała sierota zostaje przygarnięta przez miejscowego proboszcza. Po latach, już jako panienka, Marianna wyjeżdża z siostrą swego opiekuna do Paryża, do ich umierającego krewnego. Krewny wkrótce umiera zostawiając tyle pieniędzy, aby starczyło na pokrycie jego długów. Po jakimś czasie umiera również proboszcz i jego siostra. Marianna, dziewczyna niepospolitej urody, zostaje sama i bez grosza w wielkim mieście. Udaje się na poszukiwanie zakonnika, który był częstym gościem w domu jej opiekunki. Ten oddaje ją pod opiekę pana Climal, mężczyzny około sześćdziesięcioletniego, szanowanego za prowadzenie pobożnego życia, któremu śliczna dziewczyna od razu wpada w oko. Umieszcza ją u swej szwagierki pani Dutour, kobiety trzydziestokilkuletniej, prowadzącej niewielki sklep z odzieżą. Po niedługim czasie mężczyzna odwiedza ją i dopytuje się czy oddałaby mu swą rękę. Marianna dochodzi do wniosku, że jej dobroczyńca zakochał się w niej. Nie jest jednak tego do końca pewna i zwleka z odpowiedzią. Zwłoka powoduje, że pożądliwy starzec obsypuje ją prezentami, przede wszystkim delikatną bielizną, sukniami, biżuterią. Przy okazji Marianna dochodzi do wniosku, że jego cele nie są do końca uczciwe. Pani Dutour radzi jej jednak nie odmawiać swemu dobroczyńcy, jak się okazuje obawia się utracić środki, które pan Climal płaci jej na utrzymanie dziewczyny. Marianna dokonuje handlu ze swoim sumieniem i przyjmuje podarunki. Przed upadkiem ratują ją nadchodzące wydarzenia.

### Księga II – Spotkanie z Valville'm
Marianna, dziewczyna bardzo ładna, dobrze ubrana i posiadająca naturalną dystynkcję, przyciąga spojrzenia młodych mężczyzn i budzi zawiść u kobiet podczas Mszy w niedzielę. W kościele spostrzega młodzieńca, który wpatruje się w nią bez zwykłej kokieterii. Przy wyjściu ze Mszy omal nie wpada pod koła rozpędzonej karety, zainteresowany nią młodzieniec podnosi ją i zanosi do swego domu, wzywa lekarza, który zaleca kilkudniowy odpoczynek. Młodzieniec o nazwisku Valville, ofiaruje się, że powiadomi o zdarzeniu rodzinę Marianny. Marianna nie chce jednak stracić w jego oczach, gdyby miało się okazać, że jest ubogą dziewczyną mieszkającą kątem w sklepie. Nalega więc, by mogła wrócić do domu. Valville, nie chcąc stracić z nią kontaktu każe zaprząc powóz. Marianna poddaje się i wyznaje we łzach, że mieszka u pani Dutour, znanej jak się okazuje Valville'owi. Do mieszkania młodzieńca wkracza pan Climal, wuj Valville'a, w towarzystwie swej znajomej. Jest zdziwiony widokiem siostrzeńca, klęczącego u stóp Marianny, a jednocześnie nie chce się przyznać przed swą znajomą, że ma z dziewczyną coś wspólnego. Chcąc ją wyrwać z rąk rywala, proponuje, że odprowadzą Mariannę. Ostatecznie po przepychankach zostaje wezwany dorożkarz, a Valville nie mogąc umieścić dziewczyny w powozie i nie chcąc na to pozwolić wujowi, wzywa w tym celu swe sługi. Przed sklepem pani Dutour dochodzi do awantury pomiędzy właścicielką sklepu a dorożkarzem o wynagrodzenie. Tą sceną Marivaux kończy drugą księgę powieści.

### Księgi III-IV – Pani Miran

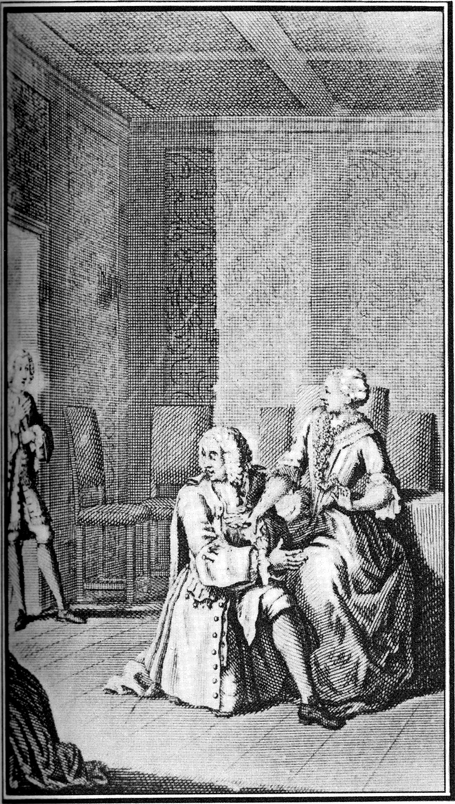
Valville znajduje wuja u stóp Marianny.

Pan Climal odwiedza Mariannę. Ponieważ Valville zna jej adres, zamierza przenieść ją do innego domu i uposażyć ją miesięczną rentą. Na scenę, w której Climal klęczy u nóg Marianny, natyka się Valville i wybiega oburzony. Dziewczyna chce biec za nim i wszystko mu wyjaśnić ale jej opiekun na to nie pozwala. Marianna domaga się wobec tego, by wszystkie obietnice, które jej uczynił powtórzył publicznie. Climal zrywa z nią. Pani Dutour chce ją początkowo wyrzucić, ale gdy dowiaduje się, że pan Climal chciał ją przenieść, staje po jej stronie i radzi jej sprzedać otrzymane w podarku stroje. Dziewczyna jednak je odsyła. Udaje się do zakonnika, który polecił jej pana Climal, by szukać u niego pomocy, ale zastaje tam już swego byłego opiekuna, który ją oczernia. Udaje się jej przekonać zakonnika o swej niewinności, i ten przyrzeka jej poszukać pomocy. Zrozpaczona Marianna wstępuje do kościoła i żali się na głos przed Bogiem. Niezauważonym przez nią świadkiem jej skarg jest pani Miran, która, wzruszona jej losem, zapewnia jej miejsce w klasztorze i stałą pensję na ten cel. 
Za którąś z kolejnych wizyt opowiada Mariannie o swoim zmartwieniu. Jej syn nie chce korzystnie się ożenić, bo zakochał się w młodej dziewczynie spotkanej w kościele. Marianna przyznaje się, że tą dziewczyną jest ona. Na prośbę pani Miran, matki Valville'a, próbuje przekonać ukochanego, że nie może jej poślubić, bo wstępuje do klasztoru. Młodzieniec pozostaje niewzruszony. Matka ustępuje i pozwala się im spotykać do czasu aż przygotuje wszystko, co potrzebne do ich ślubu. Aby wprowadzić Mariannę w towarzystwo, pani Miran zabiera ją, jako swą daleką krewną z prowincji, której zmarli rodzice, na obiad do pani Dorsin. W trakcie kreślenia portretu pani Dorsin, Marianna czuje się zmęczona i kończy księgę czwartą.

### Księgi V-VI – Spisek krewnej
Tymczasem ciężko chory Climal wzywa Mariannę. Wyjawia świadkom swe postępowanie wobec niej i jako wynagrodzenie krzywd wyznacza jej 1200 franków renty, a resztę swego majątku zapisuje Valville'owi. W domu pana Climal Marianna spotyka, jego krewną panią de Fare, która urzeczona dziewczyną zaprasza ją na dwa dni do siebie na wieś pod Paryżem. W czasie pobytu na zamku pani de Fare, Mariannę spotyka pani Dutour, która zaopatruje zamek i z mściwością wyjawia szczegóły pobytu u niej. Panna de Fare przyrzeka dyskrecję, ale rozmowę podsłuchała jedna ze służących, która opowiada o wszystkim swej pani.
Pani de Fare chce natychmiast odesłać Mariannę do klasztoru. Żąda by Marianna spożywała posiłek w osobnym pokoju. Dziewczyna wraca do klasztoru. Odwiedza ją tam pewnego dnia nieznajoma, która upewniwszy się co do jej tożsamości, znika. Następnego dnia, pod pozorem powrotu do pani Miran, Marianna zostaje wywieziona do innego klasztoru. Nie wolno jej wysłać wiadomości do pani Miran, ani do Valville'a. Od przeoryszy dowiaduje się, że jej przewiezienie do nowego klasztoru jest dziełem krewnej Valville'a, żony ministra, która nie życzy sobie takiego małżeństwa w rodzinie. Osoba ta daje jej do wyboruː śluby zakonne albo małżeństwo z wybranym przez nią mężczyzną. Marianna nie chce zostać mniszką. Następnego dnia zostaje zawieziona do ministra, u którego zostaje jej przedstawiony kandydat na męża. Marianna odmawia poślubienia go. Tymczasem u ministra zjawiają się pani Miran i Valville, szukający zaginionej Marianny. Spisek krewnej wychodzi na jaw. Marianna wraca do pani Miran. Tak kończy się szósta księga powieści.

### Księgi VII-VIII – Niewierność Valville'a
Wszelkie przeszkody do zawarcia ślubu zostały pokonane. Tymczasem Valville zaczyna się interesować innymi kobietami. Kiedy wracają od ministra do klasztoru, spotykają znajomą pani de Miran, która zostawia w klasztorze córkę i wyjeżdża w sprawach spadkowych do Anglii. Córka, panna Warton, omdlewa, a Valville udziela jej pomocy. Wkrótce potem Marianna zapada na zdrowiu i przez kilka dni walczy o życie. Valville w tym czasie zaczyna się widywać z panną Warton. Powróciwszy do zdrowia Marianna dziwi się, że nie otrzymuje listów od swego narzeczonego. Panna Warton, która opiekowała się nią podczas choroby i zaprzyjaźniła się z nią, wyznaje jej z płaczem, że zakochała się w Valville'u, bo nic nie wiedziała o jego miłości do Marianny. Pokazuje jej też list miłosny, który dostała od ukochanego.
Podczas kolejnych spotkań, które panna Warton relacjonuje Mariannie, Valville przekonuje ją, że planowany ślub poróżni go z rodziną i narazi na kpiny przyjaciół. Marianna spostrzega, że panna Warton nie jest z nią szczera i przyjaciółki rozstają się. Pani Miran zabiera obydwie dziewczęta na wieś. Marianna próbuje się rozmówić z Valville'm, pokazując mu między innymi list napisany do panny Warton. Pani Miran, przekonana o dobrych stosunkach panujących między synem a Marianną, nakłania oboje do zawarcia ślubu. Marianna nie chce jednak być przeszkodą narzeczonemu. Na osobności opowiada pani Miran o wszystkim, co zaszło. Obydwie młode dziewczyny zostają odwiezione do klasztoru. Tam Marianna otrzymuje propozycję poślubienia pięćdziesięcioletniego, zamożnego oficera. Prosi o czas do namysłu i zwierza się zaufanej zakonnicy, że myśli raczej o wstąpieniu za jej przykładem do zakonu. Jej rozmówczyni przestrzega ją przed tym krokiem, opowiadając swoje dzieje.

### Księgi IX-XI – Opowieść zakonnicy
Urodzona w sekretnym małżeństwie, bohaterka opowieści, Tervire, wcześniej traci ojca. Jej matka ponownie wychodzi za mąż za wielkiego pana i wyjeżdża do Paryża, pozostawiając córkę na zamku pod opieką babci. Po śmierci babci dziewczyna trafia pod opiekę gospodyni, której matka płaci drobne sumy. Sąsiadka, pani Sainte-Hermières, namawia ją, by wstąpiła do klasztoru. Tervire jest już zdecydowana, ale poznana w klasztorze młoda zakonnica odradza jej ze łzami, prosi ją też o pośrednictwo w kontakcie z księdzem, w którym jest zakochana, i który chce ją porwać. Tervire odmawia kontaktu z nim, a ksiądz posługi w klasztorze. Tervire traci łaski swej opiekunki. Wkrótce jednak zostaje ponownie zaproszona ze względu na zainteresowanie, jakie wzbudziła w starym i schorowanym baronie de Sercour. Tervire daje się przekonać do korzystnego ożenku, na przeszkodzie staje jednak miejscowy ksiądz, który jest spadkobiercą barona, rzuca hańbiące podejrzenia na dziewczynę i ślub zostaje odwołany. Machinacje księdza wychodzą po jakimś czasie na jaw i baron ponawia propozycję. Tervire jednak odmawia.
Dziewczynę zabiera do siebie jej ciotka, pani Dursan. Jej syn okradł ją przed dwudziestu laty na znaczną sumę, by poślubić kobietę niskiego pochodzenia. Pani Dursan postanowiła w testamencie zapisać wszystko Tervire. Marnotrawny syn powraca, umierający, w rodzinne strony i dzięki pomocy Tervire jedna się z matką. Stara dama zmienia testament i zapisuje wszystko synowi, pod warunkiem, że jego syn ożeni się z Tervire. Wkrótce pani Dursan i jej syn umierają, a wdowa po zmarłym czyni dalszy pobyt Tervire w zamku tak przykrym, że dziewczyna wyjeżdża. Odwiedza swego brata z drugiego małżeństwa w Paryżu. W drodze powrotnej pomaga w oberży ubogiej kobiecie, która zachorowała i nie ma nawet za co się leczyć. Okazuje się, że jest ona jej matką. Po śmierci męża cały majątek został przepisany na syna, który miał ją utrzymywać. Po niedługim czasie syn tak jej uprzykrzył pobyt, że opuściła jego zamek, a pensja stawała się coraz mniejsza, aż w końcu kobieta znalazła się w nędzy. Tervire interweniuje u bratowej w sprawie matki, ale jak się wydaje nadaremnie.

## Analiza

### Narracja
Życie Marianny niemało zawdzięcza jakobickiej narracji Prévosta i libertyńskiej Crebillona syna. Les Mémoires d'un homme de qualité ukazały się w 1729, Cléveland i Manon Lescaut w 1732, Tanzaï et Néadarné Crebillona syna w 1734, ostatnia część Idziego Blasa w 1735, a pierwsza powieść Duclosa w 1741, na rok przed publikacją ostatniej części Życia Marianny. Marivaux nie naśladuje jednak ani Lesage'a, ani Prévosta, oddaje swe pióro, jako sekretarz, uroczej osóbce, bardzo ładnej i bardzo bystrej, która pod koniec życia zabawia się opowiadaniem przyjaciółce wydarzeń ze swej młodości dla przyjemności przeżycia ich ponownie.
Marianna nie pisze książki, lecz rozmawia ze swą przyjaciółką. Nie wystrzega się okrzyków, powtórzeń, zwrotów potocznych. Uważna obserwatorka, śledzi w sobie i w innych wszelkie poruszenia uczuć, myśli, sekrety, które zostały ujawnione i te głęboko ukryte, małe kalkulacje miłości własnej i kokieterii i drobne kapitulacje sumienia. Zauważa i odnotowuje wszystko z dokładnością doświadczonego uczonego. Zauważa przede wszystkim drobne szczegóły, i w tej dziedzinie nic jej nie umyka. Marianna opowiada swoje życie, a ono nigdy nie biegnie prostą drogą. Dlatego wiele w jej relacji powtórzeń, stron jałowych, pominięć. Mówi na przykład w pewnym momencie, że już nie wrócimy do pani Dutour, po czym powraca do niej, a jej pojawienie się ma bardzo poważne skutki dla opowiadającej. W całym dziele daje się odczuć brak ogólnego planu. Marianna ma jednak tyle dowcipu, tak dobrze opowiada, że może zaprowadzić czytelnika tam gdzie chce. W powieści rzuca czar na wszystkich, którzy ją otaczają, który obejmuje także czytelników powieści.

### Zakończenie powieści
Wypełniająca trzy ostatnie księgi historia zakonnicy jest zupełnie odmienna co do stylu i treści. Nie ma w niej wcześniejszej skłonności do rzeczy błahych, kokieterii, refleksji, w których celowała Marianna. Narracja jest prosta, poważna, emocjonalna i pospieszna, zmierza prosto do celu i porusza raczej serce niż umysł.
Marivaux nie dokończył ani opowieści o Mariannie, ani o zakonnicy. Nie wiadomo czy Marianna odnalazła rodziców, czy Valville do niej wrócił. Wedle pierwotnego zamysłu autora Marianna miała wziąć ślub, zamierzony tytuł brzmiał bowiemː Przygody hrabiny ***. Nie wiadomo jednak jak i za kogo Marianna miała wyjść za mąż.

### Postaci
Marivaux wyraziście rysuje portrety postaci występujących w powieściː Marianny kokietki i uroczej gawędziarki, pani Miran, u której dobroć bierze górę nad inteligencją, panny Warton uroczej, acz mało rozsądnej, panny Tervire dyskretnej i mądrej zakonnicy. Spośród innych znaczących postaci warto wspomnieć pana Climal świętoszkowatego światowca i sklepikarkę panią Dutour. Bardzo prawdziwie, choć z profilu został przedstawiony Valville, typ charakteru, który kocha namiętnie i szczerze, jak długo trzeba walczyć, a który chętnie rozgląda się za nowym romansem, gdy walka jest skończona. Kler, zupełnie w komediach Marivaux nieobecny, zajmuje w powieści znaczące miejsce. Najpierw to ksiądz wychowuje osieroconą Mariannę. Jej pierwszym opiekunem w Paryżu jest zakonnik. Sporą część czasu akcji powieściowej spędza Marianna wśród zakonnic, a jedna z nich staje się jej powiernicą.

## Kontynuacja – Księga XII
Trzy lata po ukazaniu się ostatniej księgi Życia Marianny, w 1745 roku powieść wydano w całości, uzupełnioną o dodatkową XII księgę. Jej autorką jest Marie-Jeanne Riccoboni, przeciętna aktorka, ale bardzo zdolna pisarka, żona dyrektora teatru włoskiego, w którym Marivaux odnosił swe największe sukcesy. Pani Riccoboni deklaruje na początku księgi zamiar dokończenia porzuconych przez Marivaux wątków Marianny i Tervire. Ostatecznie jednak pozostawia powieść nieukończoną.
Marianna zwierza się pani Miran z propozycji uczynionej jej przez hrabiego Sainte-Ange. Pani Miran chce go poznać. Hrabia okazuje się mężczyzną szczerym i uczciwym. Pragnie, by Marianna odrzuciła Valville'a, gdyby przypadkiem, skruszony, powrócił. Marianna twierdzi, że mogłaby ukochanemu wybaczyć słabość, ale nie porzucenie jej dla innej. Tymczasem Valville prosi ją o wstawienie się za nim i za panną Warton u jego matki. Marianna bawi się jego zakłopotaniem, chętnie obiecuje pomoc. Niewierny kochanek dostrzega swą stratę i jej urok. Hrabia oczekuje na odpowiedź. Tymczasem okazuje się, że Marianna swym wystąpieniem u ministra dokonała jeszcze jednego podboju. O jej rękę stara się młody, bogaty, markiz de Sinnery. Ona sama tęskni jednak do Valville'a. Otrzymuje od niego list, w którym ukochany prosi ją o spotkanie podczas którego usprawiedliwi się ze swego postępowania; nigdy nie przestał jej kochać i wyrzuca jej obojętność. Następnego dnia do pokoju oczekującej na Valville'a Marianny wpada panna Warton z listem od ukochanego i oskarża rywalkę, że skradła jej jego serce. Oświadcza, że nie zostawi tak tego i wychodzi. Autorka zapowiada mnóstwo interesujących wydarzeń, gdy znów chwyci za pióro, na tym jednak jej opowieść się urywa.
Marivaux dał dowód dobrego smaku autoryzując tą kontynuację. Nawet jeśli powieść nie została ukończona, znacznie przybliżyła się do rozwiązania, zwłaszcza w punkcie, który prawdopodobnie przysparzał Marivaux najwięcej trudności, powrotu Valville'a do swej pierwszej miłości. Pani Riccoboni pozostała wierna metodzie Marivaux, by uzależniać rozwój sytuacji dramatycznej od poruszeń ludzkiego serca, a nie od okoliczności zewnętrznych. W odróżnieniu od swego poprzednika pani Riccoboni nie potrafi tak głęboko wniknąć w odruchy sumienia, zręcznie jednak naśladuje jego tok myśli i styl.